# Lipsothrix neotropica
Lipsothrix neotropica is een tweevleugelige uit de familie steltmuggen (Limoniidae). De soort komt voor in het Neotropisch gebied.